# Armênia nos Jogos Olímpicos de Inverno de 2014
A Armênia participou dos Jogos Olímpicos de Inverno de 2014, realizados na cidade de Sóchi, na Rússia. Foi a sexta aparição do país em Olimpíadas de Inverno.

## Desempenho

### Esqui alpino
Masculino
| Atleta            | Evento         | 1ª corrida | 2ª corrida | Total   | Pos. |
| ----------------- | -------------- | ---------- | ---------- | ------- | ---- |
| Arman Serebrakian | Slalom         | 55.90      | 1:04.67    | 2:00.57 | 35º  |
| Arman Serebrakian | Slalom gigante | 1:29.59    | 1:28.81    | 2:58.40 | 46º  |

### Esqui cross-country
Feminino
| Atleta         | Evento         | Final   | Final |
| Atleta         | Evento         | Tempo   | Pos.  |
| -------------- | -------------- | ------- | ----- |
| Katya Galstyan | 10 km clássico | 3:02.83 | 65º   |

Masculino
| Atleta            | Evento          | Clássico | Clássico | Livre   | Livre | Final     | Final |
| Atleta            | Evento          | Tempo    | Pos.     | Tempo   | Pos.  | Tempo     | Pos.  |
| ----------------- | --------------- | -------- | -------- | ------- | ----- | --------- | ----- |
| Sergey Mikayelyan | 15 km clássico  |          |          |         |       | 42:39.1   | 46º   |
| Sergey Mikayelyan | 30 km skiathlon | 38:43.1  | 51º      | 33:59.8 | 39º   | 1:13:16.6 | 46º   |
| Artur Yeghoyan    | 15 km clássico  |          |          |         |       | DNS       | DNS   |
| Artur Yeghoyan    | 30 km skiathlon | 40:11.7  | 63º      | 36:51.0 | 63º   | 1:17:44.5 | 63º   |

Legenda
| Recorde mundial      | Recorde mundial (World record)               |                       | Recorde africano                      | Recorde africano (African) |                                           | Q | Classificado por posição (Qualified) |
| Recorde olímpico     | Recorde olímpico (Olympic record)            | Recorde da América    | Recorde da América (Americas)         | q                          | Classificado por melhor tempo (Qualified) |   |                                      |
| Melhor marca do ano  | Melhor marca do ano (World leading)          | Recorde asiático      | Recorde asiático (Asian)              | DNS                        | Não largou (Did not start)                |   |                                      |
| Recorde nacional     | Recorde nacional (National record)           | Recorde europeu       | Recorde europeu (European)            | DNF                        | Não terminou (Did not finish)             |   |                                      |
| Recorde pessoal      | Recorde pessoal do atleta (Personal best)    | Recorde da Oceania    | Recorde da Oceania (Oceania)          | DSQ / DQ                   | Desclassificado (Disqualified)            |   |                                      |
| Recorde da temporada | Recorde da temporada do atleta (Season best) | Recorde sul-americano | Recorde sul-americano (South America) | NM                         | Sem marca (No mark)                       |   |                                      |